# Torsten Dechert

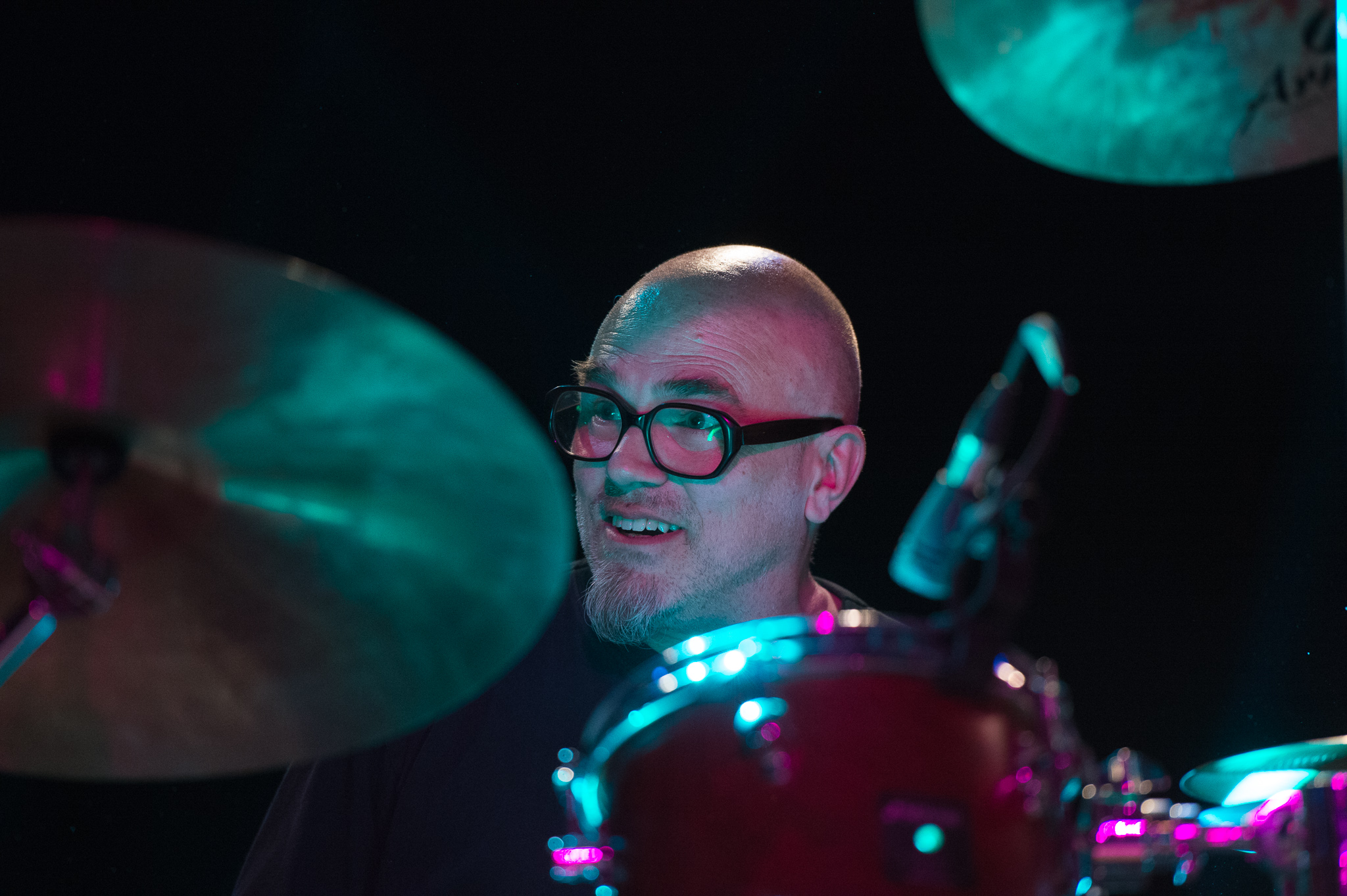
Torsten Dechert (2016)

Torsten Dechert (* 3. Mai 1966 in Frankfurt am Main) ist ein deutscher Live- und Studiodrummer.
1981 gründete er gemeinsam mit Marco Ramazzotto und Arman Vardar die Funkband Midnite Fun. Die Gruppe tourte als unterhaltsamer und vor allem tanzbarer Live-Act in ganz Deutschland. 1987 kam Dechert zur Rock’n’Rolle-Band (mit dem Gitarristen Rolle,  siehe unten). 1989 holte ihn der ehemalige Gitarrist und Sänger der Band Flatsch! Olaf Mill in seine neue Gruppe Olaf und die Band.
1990 gründete Dechert mit dem mittlerweile verstorbenen Sänger Mikki Byron, Gitarrist Andy Blöcher und Bassist Ray Finkenberger-Levin die Hardrock-Funk Formation The Stroke, die zeitweise ein hoffnungsvolles Projekt zu sein schien (1991 Vorgruppe der kalifornischen Band Toto, 1992 CD-Veröffentlichung bei Sony). Im Jahr 1990 stieg Dechert bei der deutschen Punkrockband Strassenjungs ein. 1992 ging er mit der türkisch-deutschen Sängerin Tülay auf Deutschland-Tournee, auf deren Album er bereits mitgewirkt hatte. Die Single-Auskopplung Your Sex Is Ex war einige Wochen Nr. 1 in der Hitparade bei Hit Radio FFH.
In den 1990er Jahren arbeitete Dechert auf ungezählten Studioproduktionen. Im Jahr 2000 gründete er mit den ehemaligen Strassenjungs-Kollegen Andi Mengler und Michael Liebert die Radau-Band Schmutzhanzz, die es allerdings nicht über eine CD-Produktion hinaus schaffte.
2001 nahm Torsten Dechert zwei Alben mit dem in Spanien lebenden Gitarristen und Sänger Rolle auf (Simple Songs, Party Shoes), der auch als deutscher Übersetzer der Comic-Reihe Die Peanuts von Charles M. Schulz bekannt ist.
Im Jahr 2003 war Dechert wieder als Live-Drummer im WDR-Rockpalast-Konzert der Strassenjungs zu sehen, das auch auf DVD erschien. Seit 2005 arbeitet er an seinem eigenen Band-Projekt Willemer 15, wo er sich auch als Songtexter betätigt. Mittlerweile entstanden auch deutsche Songtexte für andere Künstler, so zum Beispiel Dagmar (The Lady of country).
In den Jahren 2006 bis 2009 war Dechert Mitglied der Rockband The Heilig, die beim Landeswettbewerb Hessischer Rock und Pop Preis 2008 den ersten Publikumspreis gewann. Seit 2007 arbeitet Dechert unter anderem mit Sheila Messina und Udo Kistner an dem R&B-Projekt Skywalk. Seit 2009 spielt er in der Blues-Rockband The Mathew Albert Band.

## Diskografie (unvollständig)
- LP und Album-CD, Strassenjungs, „Duell“, (Tritt-Records), 1991
- Album-CD, Tülay, „Tülay“, (Marlboro Music), 1991
- Maxi-CD, Tülay, „Your Sex Is Ex“, (Marlboro Music), 1992
- LP und Album-CD, The Stroke, „The Freakadelic Funkarock Experience“, (Sony), 1992
- Maxi-CD, Stepi und die Strassenjungs, „Eintracht“, (Tritt-Records), 1992
- Album-CD, Face Y Face, „Signs To Set“, (ATM), 1993  (u. a. mit Anne Haigis, voc., Susanne Vogel, Bass)
- Album-CD, Gernot Dechert, „Funk & Soulpower“, (Chili-Notes), 1998
- Album-CD, Mykel Angel, „Buddha 2“, (Fun Music), 1999
- Album-CD, Mykel Angel, „Buddha 3“, (Fun Music), 2000
- Maxi-CD, Schmutzhanz, „Menschenwerk“, (Ballraum), 2000
- Album-CD, Rolle, „Party Shoes“, (EVB), 2001
- Album-CD, Rolle, „Simple Songs“, (EVB), 2001
- Maxi-CD, Alexander Lien, „Livin' Easy“, (Edel), 2001
- Maxi-CD, Bel Ami, „Die 20er Jahre“, (Hildebrand), 2004
- Maxi-CD, Willemer 15, „Das Erste“, (Ballraum), 2005
- DVD, Strassenjungs, „Rockpalast“, (Tritt-Records), 2005 (Konzert vom Dezember 2003)
- Demo-CD, Willemer 15, "Live im Sinkkasten", 2006
- Album-CD, Strassenjungs, "Strassenfeger Hitbox", (Tritt-Records), 2007
- Maxi-CD, THE HEILIG, "Vom Leben gezeichnet", 2007
- Album-CD, The Mathew Albert Band, "Barbed Wired Fences", 2010
- Album-CD, Skywalk, "Alive", 2010